# Union pour le renouveau centrafricain
L’Union pour le renouveau centrafricain (URCA) est un parti politique centrafricain fondé lors de l’Assemblée générale constitutive du 23 au  25 octobre 2013 à Bangui. Il se définit comme d’obédience social-libérale.

## Histoire
Lors de son premier congrès ordinaire tenu du 8 au 11 juillet 2015 à Bangui, le président du parti, Anicet-Georges Dologuélé y est désigné comme candidat à l’élection présidentielle centrafricaine de 2015. Son programme de société baptisé Renouveau, a pour priorités la reconstruction du tissu social national, l’organisation des forces de défense et de sécurité, la consolidation de la démocratie, le redéploiement de l’administration sur le territoire national, l’économie dynamisée en plaçant le secteur privé à l’origine de la création des richesses au centre des préoccupations de l’État, le renouvellement du système éducatif.
Le 2e congrès du parti se déroule à Bangui du 12 au 15 août 2020, son président Anicet-Georges Dologuélé, est investi comme candidat pour l'élection présidentielle de 2020. Il termine en deuxième position avec 21,7 % des voix.